# معهد المهندسين الإنشائيين
معهد المهندسين الإنشائيين (بالإنجليزية: Institution of Structural Engineers)‏، واختصاره (IStructE)، هو منظمة علمية مهنيّة عالمية للمهندسين الإنشائيين، تأسس عام 1908، ومقرّهُ في عاصمة المملكة المتحدة لندن، وهو أكبر تجمع للمهندسين الإنشائيين حول العالم.

## التاريخ
أنُشئ معهد المهندسين الإنشائيين عام 1908 في لندن باسم "معهد الخرسانة" (بالإنجليزية: Concrete Institute)‏ ليكون بمثابة الهيئة التمثيلية للمهن الهندسية المتعلقة بالخرسانة، وقد ضم المعهد في حينها عضوية كُلٍ من المهندسين الإنشائيين والمهندسين المدنيين والمهندسين المعماريين والكيميائيين.
في عام 1922 جرى تحويل اسم المعهد من "معهد الخرسانة" إلى "معهد المهندسين الإنشائيين"، ليكون المعهد بذلك منظمة تضم في عضويتها المهندسين الإنشائيين وحدهم.
في عام 2018 بلغ عدد أعضاء المعهد حوالي 27,000 عضوًا من 105 دولة حول العالم.

## روابط خارجية
- الموقع الرسمي لمعهد المهندسين الإنشائيين